# Mistrovství světa v judu 1985 – muži – pololehká váha (-65kg)
Zápasy v judu na XIII. mistrovství světa v kategorii pololehkých vah mužů proběhly v Soulu, 28. září 1985.

## Finále
| Finále        |               |
| ------------- | ------------- |
| Jurij Sokolov | Jurij Sokolov |
| I Kjong-kun   | Jurij Sokolov |

## Opravy / O bronz
Do oprav se dostali judisté, kteří během turnaje prohráli svůj zápas s jedním ze dvou finalistů.
| opravy            | opravy            | o bronz           |                   |
| ----------------- | ----------------- | ----------------- | ----------------- |
| Philip Laats      | Stephen Gawthorpe | Stephen Gawthorpe | Stephen Gawthorpe |
| Stephen Gawthorpe | Stephen Gawthorpe | Stephen Gawthorpe | Stephen Gawthorpe |
|                   | Sandro Rosati     | Stephen Gawthorpe | Stephen Gawthorpe |
|                   |                   | Janusz Pawłowski  | Stephen Gawthorpe |
| Ignacio Flores    | ? neuvedeno       | Andreas Paluschek | Jošijuki Macuoka  |
| Jo Gevers         | ? neuvedeno       | Andreas Paluschek | Jošijuki Macuoka  |
|                   | Andreas Paluschek | Andreas Paluschek | Jošijuki Macuoka  |
|                   |                   | Jošijuki Macuoka  | Jošijuki Macuoka  |

## Pavouk
|   | 1/32                   | 1/16              | čtvrtfinále       | semifinále       | finále        |
| - | ---------------------- | ----------------- | ----------------- | ---------------- | ------------- |
| A | Hector Alers           | Janusz Pawłowski  | Janusz Pawłowski  | Janusz Pawłowski | Jurij Sokolov |
| A | Janusz Pawłowski       | Janusz Pawłowski  | Janusz Pawłowski  | Janusz Pawłowski | Jurij Sokolov |
| A | volný los              | Warren Rosser     | Janusz Pawłowski  | Janusz Pawłowski | Jurij Sokolov |
| A | volný los              | Warren Rosser     | Janusz Pawłowski  | Janusz Pawłowski | Jurij Sokolov |
| A | Marc Alexandre         | Marc Alexandre    | Brad Farrow       | Janusz Pawłowski | Jurij Sokolov |
| A | Stefan Buben           | Marc Alexandre    | Brad Farrow       | Janusz Pawłowski | Jurij Sokolov |
| A | volný los              | Brad Farrow       | Brad Farrow       | Janusz Pawłowski | Jurij Sokolov |
| A | volný los              | Brad Farrow       | Brad Farrow       | Janusz Pawłowski | Jurij Sokolov |
| B | Philip Laats           | Jurij Sokolov     | Jurij Sokolov     | Jurij Sokolov    | Jurij Sokolov |
| B | Jurij Sokolov          | Jurij Sokolov     | Jurij Sokolov     | Jurij Sokolov    | Jurij Sokolov |
| B | volný los              | Stephen Gawthorpe | Jurij Sokolov     | Jurij Sokolov    | Jurij Sokolov |
| B | volný los              | Stephen Gawthorpe | Jurij Sokolov     | Jurij Sokolov    | Jurij Sokolov |
| B | Sandro Rosati          | Sandro Rosati     | Sandro Rosati     | Jurij Sokolov    | Jurij Sokolov |
| B | Au Woon Yiu            | Sandro Rosati     | Sandro Rosati     | Jurij Sokolov    | Jurij Sokolov |
| B | volný los              | Štefan Cuk        | Sandro Rosati     | Jurij Sokolov    | Jurij Sokolov |
| B | volný los              | Štefan Cuk        | Sandro Rosati     | Jurij Sokolov    | Jurij Sokolov |
| C | Ignacio Flores         | I Kjong-kun       | I Kjong-kun       | I Kjong-kun      | I Kjong-kun   |
| C | I Kjong-kun            | I Kjong-kun       | I Kjong-kun       | I Kjong-kun      | I Kjong-kun   |
| C | volný los              | Jo Gevers         | I Kjong-kun       | I Kjong-kun      | I Kjong-kun   |
| C | volný los              | Jo Gevers         | I Kjong-kun       | I Kjong-kun      | I Kjong-kun   |
| C | Andreas Paluschek      | Andreas Paluschek | Andreas Paluschek | I Kjong-kun      | I Kjong-kun   |
| C | Brent Cooper           | Andreas Paluschek | Andreas Paluschek | I Kjong-kun      | I Kjong-kun   |
| C | volný los              | Atanas Gerčev     | Andreas Paluschek | I Kjong-kun      | I Kjong-kun   |
| C | volný los              | Atanas Gerčev     | Andreas Paluschek | I Kjong-kun      | I Kjong-kun   |
| D | Jošijuki Macuoka       | Jošijuki Macuoka  | Jošijuki Macuoka  | Jošijuki Macuoka | I Kjong-kun   |
| D | David Holmes           | Jošijuki Macuoka  | Jošijuki Macuoka  | Jošijuki Macuoka | I Kjong-kun   |
| D | volný los              | Leng Wai Chao     | Jošijuki Macuoka  | Jošijuki Macuoka | I Kjong-kun   |
| D | volný los              | Leng Wai Chao     | Jošijuki Macuoka  | Jošijuki Macuoka | I Kjong-kun   |
| D | Džamsrangín Dordžderem | Ricardo Cardoso   | Ricardo Cardoso   | Jošijuki Macuoka | I Kjong-kun   |
| D | Ricardo Cardoso        | Ricardo Cardoso   | Ricardo Cardoso   | Jošijuki Macuoka | I Kjong-kun   |
| D | volný los              | Joe Marchal       | Ricardo Cardoso   | Jošijuki Macuoka | I Kjong-kun   |
| D | volný los              | Joe Marchal       | Ricardo Cardoso   | Jošijuki Macuoka | I Kjong-kun   |